# Бир (Ен)
Бир (фр. Buire) је насељено место у Француској у региону Пикардија, у департману Ен (Пикардија).
По подацима из 2011. године у општини је живело 882 становника, а густина насељености је износила 213,56 становника/km².

## Демографија
| 1962. | 1968. | 1975. | 1982. | 1990. | 2011. |
| ----- | ----- | ----- | ----- | ----- | ----- |
| 930   | 911   | 785   | 857   | 868   | 882   |